# Boulevard Barbès
De Boulevard Barbès is een boulevard in het 18e arrondissement van Parijs. De boulevard is in 1867 aangelegd in het kader van de stadsuitbreidingen van Baron Haussman, grotendeels op het gebied van de in 1860 geannexeerde gemeente Clignancourt. Aanvankelijk heette was de gehele boulevard tot de Porte de Clichy getooid met de naam Boulevard Ornano, maar in 1882 werd de zuidelijke helft vernoemd naar de bekende revolutionair Armand Barbès. Tegenwoordig is het de hoofdader van de Goutte d'Or, een van de meest multiculturele wijken van Parijs.
Metrolijn 4 rijdt onder de boulevard door en heeft daar de stations Barbès - Rochechouart, Château Rouge en Marcadet-Poissonniers. Lijn 2 overschrijdt de boulevard met een viaduct na het station Barbès-Rochechouart.
De straat wordt gekenmerkt door z'n volkse karakter; er is veel verkeer, en er zijn heel veel telefoonwinkels. Het publiek is zéér divers, men treft er in het noordelijk deel veel mensen uit subsaharaans Afrika aan, vaak in traditionele gewaden, en het zuidelijk deel vindt men er sigarettenstraatverkopers en ook wat grotere winkels, waaronder een Virgin Megastore. De boulevard is in 2007 door de gemeente Parijs uitgebreid opgeknapt.

## Culturele referentie
Met Barbès wordt vaak ook de omliggende wijk, de Goutte d'Or aangeduid, met name onder de Maghrebijnen wereldwijd staat de wijk zeer bekend. Als het Algerijns voetbalelftal wint, wordt dat hier gevierd.